# Andreas Letz
Andreas Letz (Sömmerda, 5 giugno 1962) è un sollevatore tedesco medagliato mondiale ed europeo, che gareggiò nelle categorie dei pesi gallo e pesi piuma.

## Carriera
Militò nel SC Karl-Marx-Stadt, e vinse quattro titoli della Germania Est nel 1980, 1983, 1984, 1985 e 1987. Partecipò ai Giochi olimpici di Mosca del 1980, piazzandosi al quarto posto nei pesi gallo. Ai campionati mondiali vinse una medaglia d'argento e tre medaglie di bronzo tra il 1981 e il 1986, ai campionati europei conquistò due medaglie d'argento e tre medaglie di bronzo tra il 1980 e il 1986.
Stabilì anche due record mondiali nello slancio e uno nel totale.